# Gran Premio motociclistico della Germania Est 1972
Il Gran Premio motociclistico della Germania Est fu il nono appuntamento del motomondiale 1972.
Si svolse il 9 luglio 1972 presso il Sachsenring, alla presenza di 250.000 spettatori, e corsero tutte le classi tranne i sidecar.
In 500 Giacomo Agostini ottenne una facile vittoria. Non fu così in 350, gara in cui fu costretto a ritirarsi per cedimento del motore (così come Jarno Saarinen): la vittoria andò quindi all'altra MV Agusta pilotata da Phil Read.
Saarinen vinse in 250, balzando in testa al campionato con due punti di vantaggio su Rodney Gould (terzo al traguardo) e quattordici su Renzo Pasolini (secondo).
Ángel Nieto fu costretto a ritirarsi sia in 50 che in 125. Nella minima cilindrata vinse Theo Timmer (ritirato Jan de Vries), mentre nella ottavo di litro la vittoria andò a Börje Jansson.

## Classe 500

### Arrivati al traguardo
| Pos | Pilota           | Moto              | Tempo        | Punti |
| --- | ---------------- | ----------------- | ------------ | ----- |
| 1   | Giacomo Agostini | MV Agusta         | 1h 03' 36" 1 | 15    |
| 2   | Rodney Gould     | Yamaha            | +2' 34" 4    | 12    |
| 3   | Kim Newcombe     | König             | +2' 48" 7    | 10    |
| 4   | Bruno Kneubühler | Yamaha            | +2' 49"      | 8     |
| 5   | Chas Mortimer    | Yamaha            | +1 giro      | 6     |
| 6   | Bosse Granath    | Husqvarna         | +1 giro      | 5     |
| 7   | Alois Maxwald    | Rotax             | +1 giro      | 4     |
| 8   | Piet van der Wal | Kawasaki          | +2 giri      | 3     |
| 9   | Árpád Juhos      | Metisse-Matchless | +3 giri      | 2     |
| 10  | Josef Özelt      | Matchless         | +4 giri      | 1     |
| 11  | Michael Schmid   | Yamaha            |              |       |

### Ritirati
| Pilota               | Moto     | Motivo ritiro |
| -------------------- | -------- | ------------- |
| Gyula Marsovszky     | LinTo    |               |
| Karl Auer            | Kawasaki |               |
| Kurt-Ivan Carlsson   | Yamaha   |               |
| Sven-Olof Gunnarsson | Kawasaki |               |
| Eric Offenstadt      | Kawasaki |               |
| Kai Kuparinen        | Kawasaki |               |
| Keith Turner         | Suzuki   |               |
| Hans Braumandl       | Rotax    |               |

## Classe 350

### Arrivati al traguardo
| Pos | Pilota             | Moto      | Tempo     | Punti |
| --- | ------------------ | --------- | --------- | ----- |
| 1   | Phil Read          | MV Agusta | 54' 40" 6 | 15    |
| 2   | Renzo Pasolini     | Aermacchi | +19" 3    | 12    |
| 3   | Dieter Braun       | Yamaha    | +39" 2    | 10    |
| 4   | Silvio Grassetti   | MZ        | +2' 20" 7 | 8     |
| 5   | Teuvo Länsivuori   | Yamaha    | +2' 30" 8 | 6     |
| 6   | Marcel Ankoné      | Yamsel    | +2' 57" 5 | 5     |
| 7   | Bosse Granath      | Yamaha    |           | 4     |
| 8   | Bruno Kneubühler   | Yamaha    |           | 3     |
| 9   | Kurt-Ivan Carlsson | Yamaha    |           | 2     |
| 10  | Seppo Kangasniemi  | Yamaha    |           | 1     |

## Classe 250

### Arrivati al traguardo
| Pos | Pilota          | Moto      | Tempo     | Punti |
| --- | --------------- | --------- | --------- | ----- |
| 1   | Jarno Saarinen  | Yamaha    | 46' 19" 2 | 15    |
| 2   | Renzo Pasolini  | Aermacchi | +11" 9    | 12    |
| 3   | Rodney Gould    | Yamaha    | +43" 7    | 10    |
| 4   | János Drapál    | Yamaha    | +2' 38" 7 | 8     |
| 5   | Kent Andersson  | Yamaha    | +2' 45" 8 | 6     |
| 6   | Bernd Tüngethal | MZ        |           | 5     |
| 7   | Géza Repitz     | MZ        |           | 4     |
| 8   | Árpád Juhos     | Yamaha    |           | 3     |
| 9   | Gert Bender     | Maico     |           | 2     |
| 10  | Reiner Richter  | MZ        |           | 1     |

## Classe 125

### Arrivati al traguardo
| Pos | Pilota             | Moto        | Tempo     | Punti |
| --- | ------------------ | ----------- | --------- | ----- |
| 1   | Börje Jansson      | Maico       | 39' 55" 6 | 15    |
| 2   | Chas Mortimer      | Yamaha      | +31" 1    | 12    |
| 3   | Kent Andersson     | Yamaha      | +58" 1    | 10    |
| 4   | Harald Bartol      | Suzuki      | +58" 6    | 8     |
| 5   | Jos Schurgers      | Bridgestone | +2' 01" 4 | 6     |
| 6   | Hartmut Bischoff   | MZ          | +2' 12" 6 | 5     |
| 7   | Ryszard Mankiewicz | MZ          |           | 4     |
| 8   | Bernd Köhler       | MZ          |           | 3     |
| 9   | Benigno Jull       | MZ          |           | 2     |
| 10  | Wolfgang Rösch     | MZ          |           | 1     |

## Classe 50

### Arrivati al traguardo
| Pos | Pilota             | Moto     | Tempo     | Punti |
| --- | ------------------ | -------- | --------- | ----- |
| 1   | Theo Timmer        | Jamathi  | 26' 58" 1 | 15    |
| 2   | Hans-Jürgen Hummel | Kreidler | +50" 8    | 12    |
| 3   | Otello Buscherini  | Malanca  | +1' 16" 8 | 10    |
| 4   | Jan Huberts        | Kreidler | +1' 22" 7 | 8     |
| 5   | Luigi Rinaudo      | Tomos    | +2' 34" 4 | 6     |
| 6   | Ludwig Uhlig       | Eigenbau | +2' 45" 2 | 5     |
| 7   | Eduard Borisenko   | Riga     |           | 4     |
| 8   | Aalt Toersen       | Kreidler |           | 3     |
| 9   | Gernot Weser       | Kreidler |           | 2     |
| 10  | Zbyněk Havrda      | AHRA     |           | 1     |

## Fonti e bibliografia
- Stampa Sera, 10 luglio 1972, pag. 11.
- "Motor" n° 28 del 14 luglio 1972, pagg. 1168-1169, su motorracehistorie.nl. URL consultato l'11 ottobre 2011 (archiviato dall'url originale il 4 marzo 2016).
- Risultati della 500 su autosport.com, su autosport.com.